# Tirador
Un tirador o passetja és una arma portàtil que es fa servir per a llançar projectils, normalment pedres, impulsats per una banda de material elàstic en tensió, normalment cautxú o goma.
El tirador és format per una forca (un marc, generalment de fusta, en forma de Y), que disposa de dues tires de goma lligades a les puntes superiors. Les tires sostenen una mena de bossa (una base de cuir, habitualment, tot i que també de plàstic o tela), on se situa el projectil. El tirador es fa servir subjectant-lo amb la mà no dominant (en la majoria de la gent, l'esquerra) i estenent el braç. Llavors, s'agafa el projectil per la base, prenent-lo entre els dits índex i polze, i s'estira per a situar-lo a una altura propenca a la galta. Aleshores, s'apunta i, quan se solta, surt el projectil disparat cap a l'objectiu.

## Ús
Els tiradors casolans han estat una joguina tradicional per a nens durant una bona part del segle xx, tot i que també s'utilitzen en la caça i se'n fan competicions. L'any 2017 se'n van utilitzar per a reforestar boscos cremats de la serra de San Mamede, a Galícia. També s'utilitzen amb finalitats militars per part d'exèrcits i guerrilles, i també en revoltes i revolucions.
També trobem tiradors en la cultura popular: són molt presents al joc Angry Birds, ja que són el principal dispositiu de llançament per disparar aus als porcs enemics, i és l'arma de signatura del protagonista Jimmy Hopkins al videojoc Bully. Per altra banda, a Bart Simpson sovint se'l representa amb un tirador. Die Zwille (en català, "El tirador") és el títol d'una novel·la d'Ernst Jünger de 1973.

## Perills
Un dels perills inherents als tiradors és l'alta probabilitat que les gomes es trenquin; la majoria són de làtex, que es degrada amb el temps i l'ús, fent que acabin trencant-se per la càrrega. Els trencaments en l'extrem de la bossa són més segurs, ja que donen com a resultat que la banda reboti allunyant-se de l'usuari, però els trencaments en l'extrem de la forca remeten la goma cap a la cara del tirador, cosa que pot causar lesions als ulls i a la cara. Un mètode per a minimitzar la possibilitat de trencament en l'extrem de la forca és utilitzar una goma ajustada, més fina a l'extrem de la bossa, i més gruixuda i forta a l'extrem de la forca. Els dissenys que utilitzen peces soltes en el marc són els més perillosos, ja que poden provocar que aquestes parts siguin propulsades cap a la cara del tirador. Un altre gran perill és el trencament de la forca, i alguns tiradors fets d'un aliatge de zinc barat poden trencar-se i ferir greument els ulls i la cara dels tiradors.

## Galeria

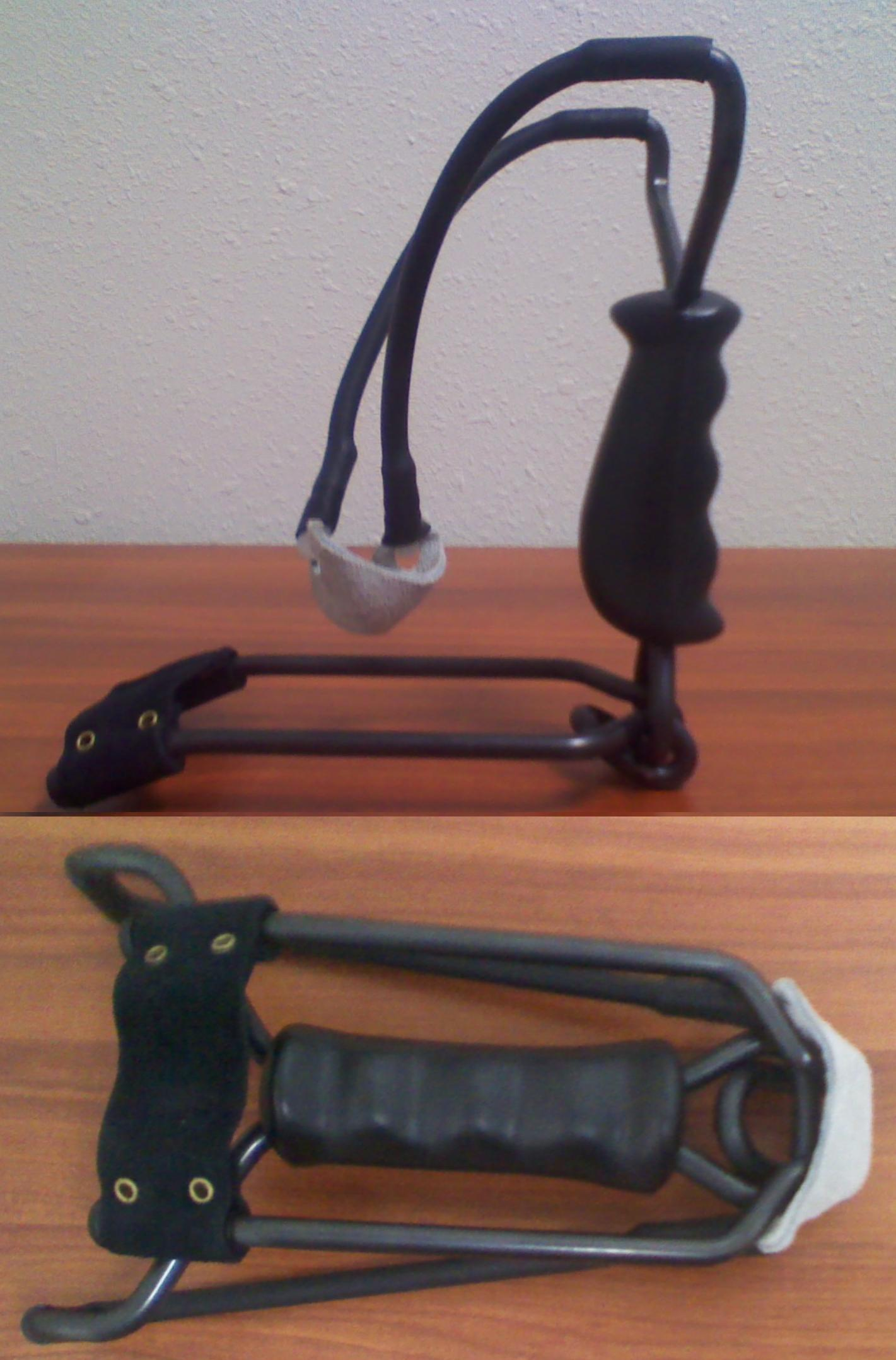
Tirador plegable.
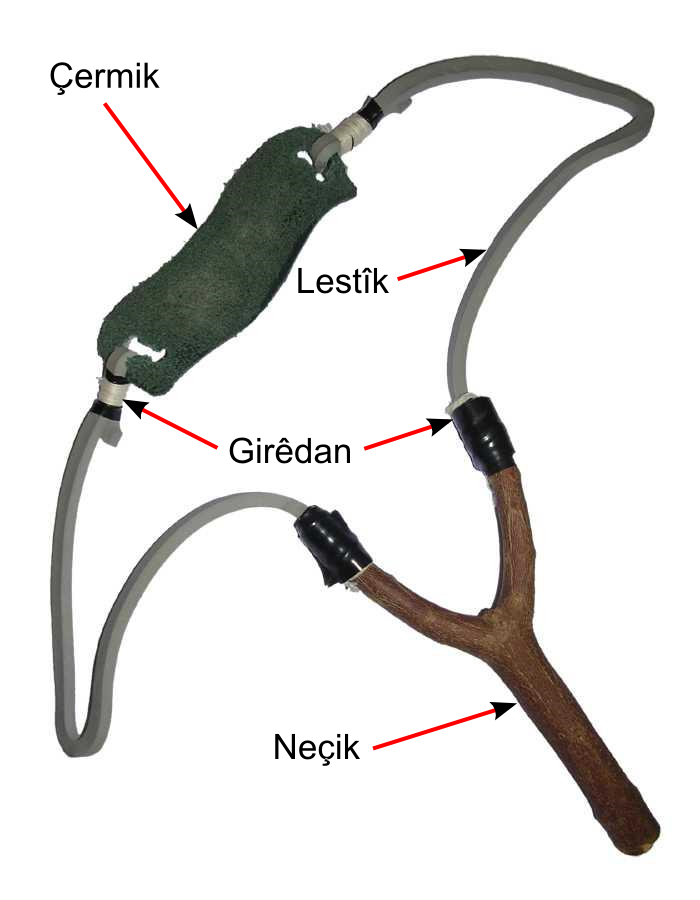
Parts d'un tirador.
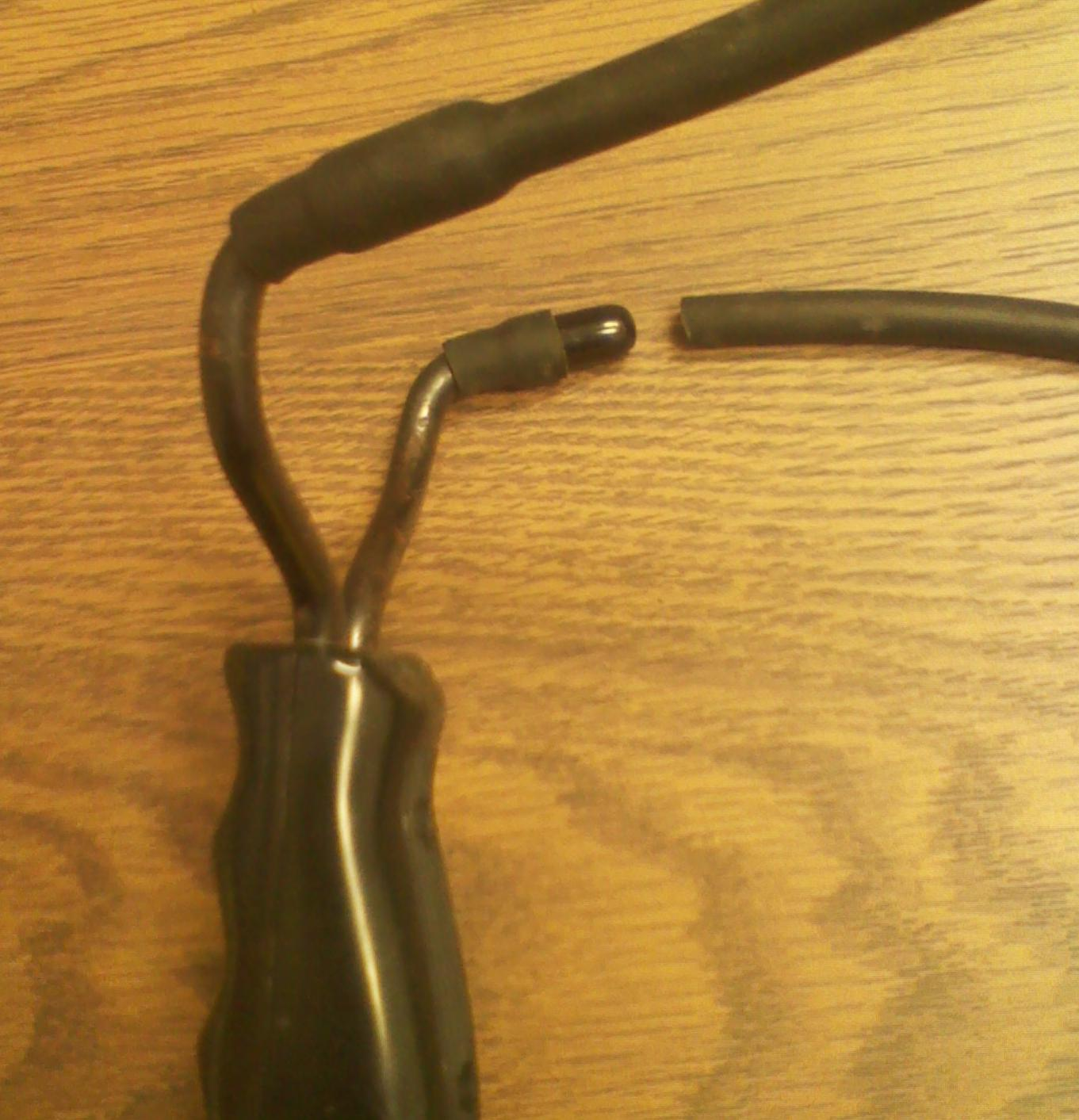
Tirador amb la goma trencada al marc.
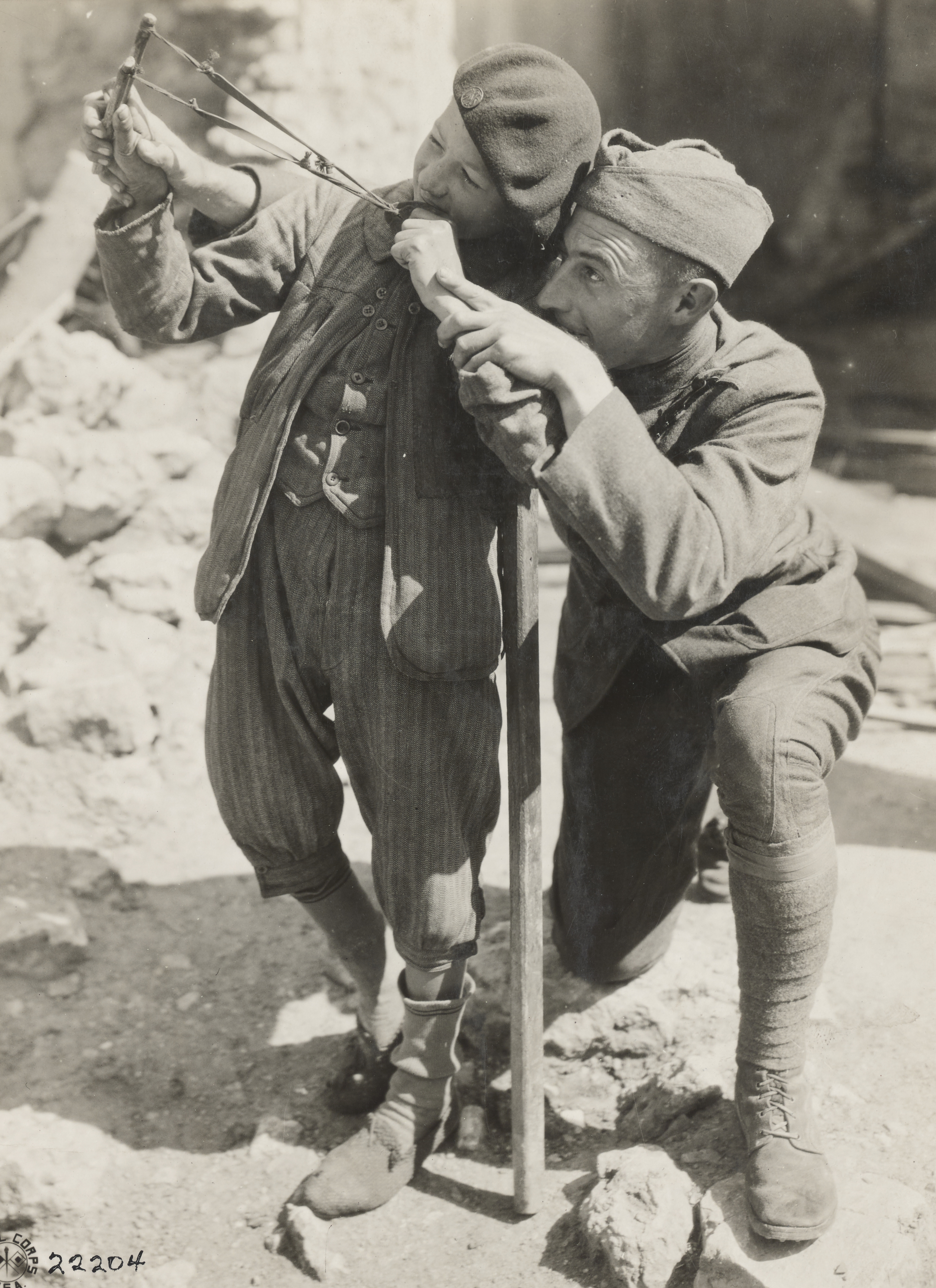
Soldat ensenyant un nen a usar un tirador. (1918)
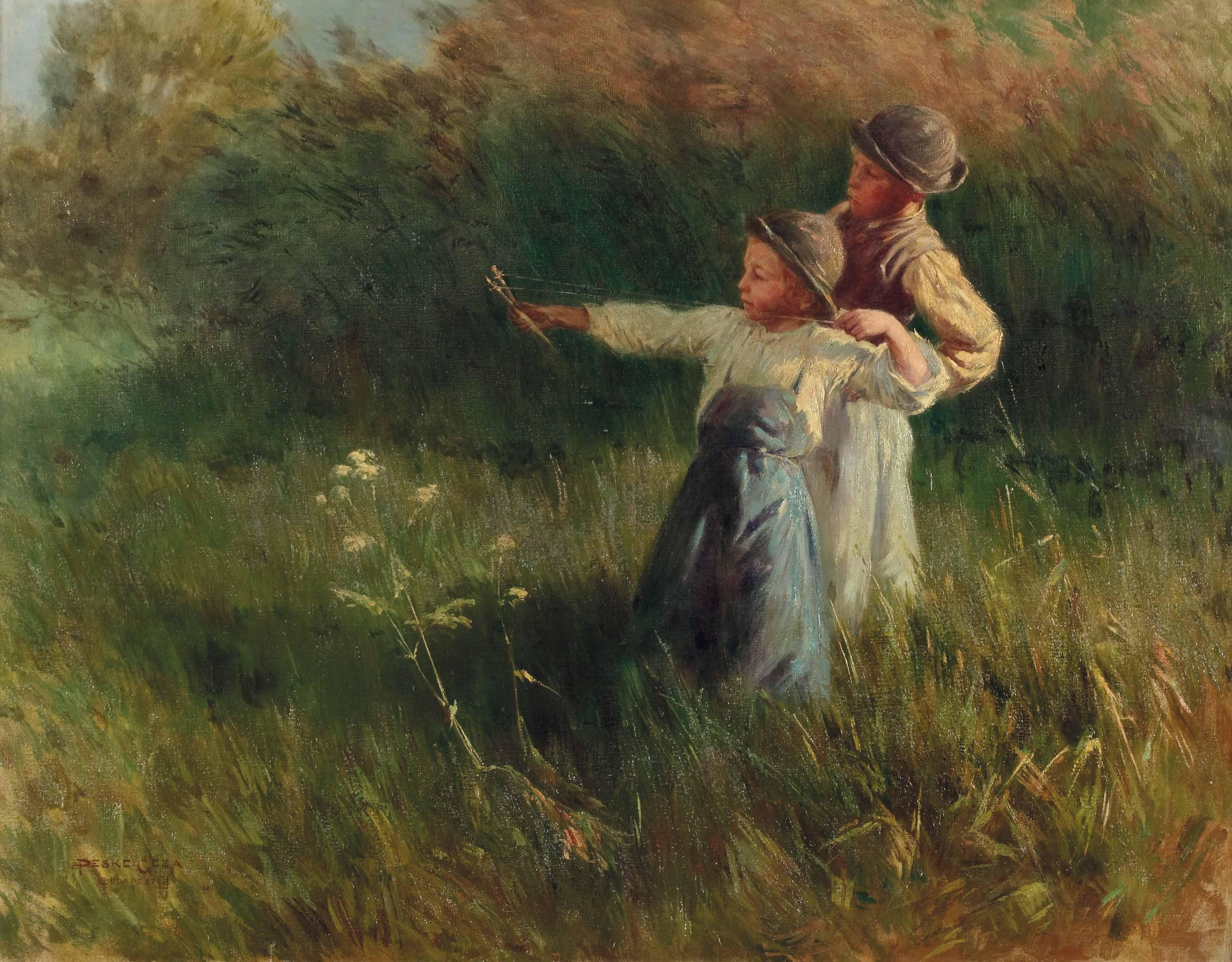
Dos nens amb un tirador. (Géza Peske, ca. 1934)
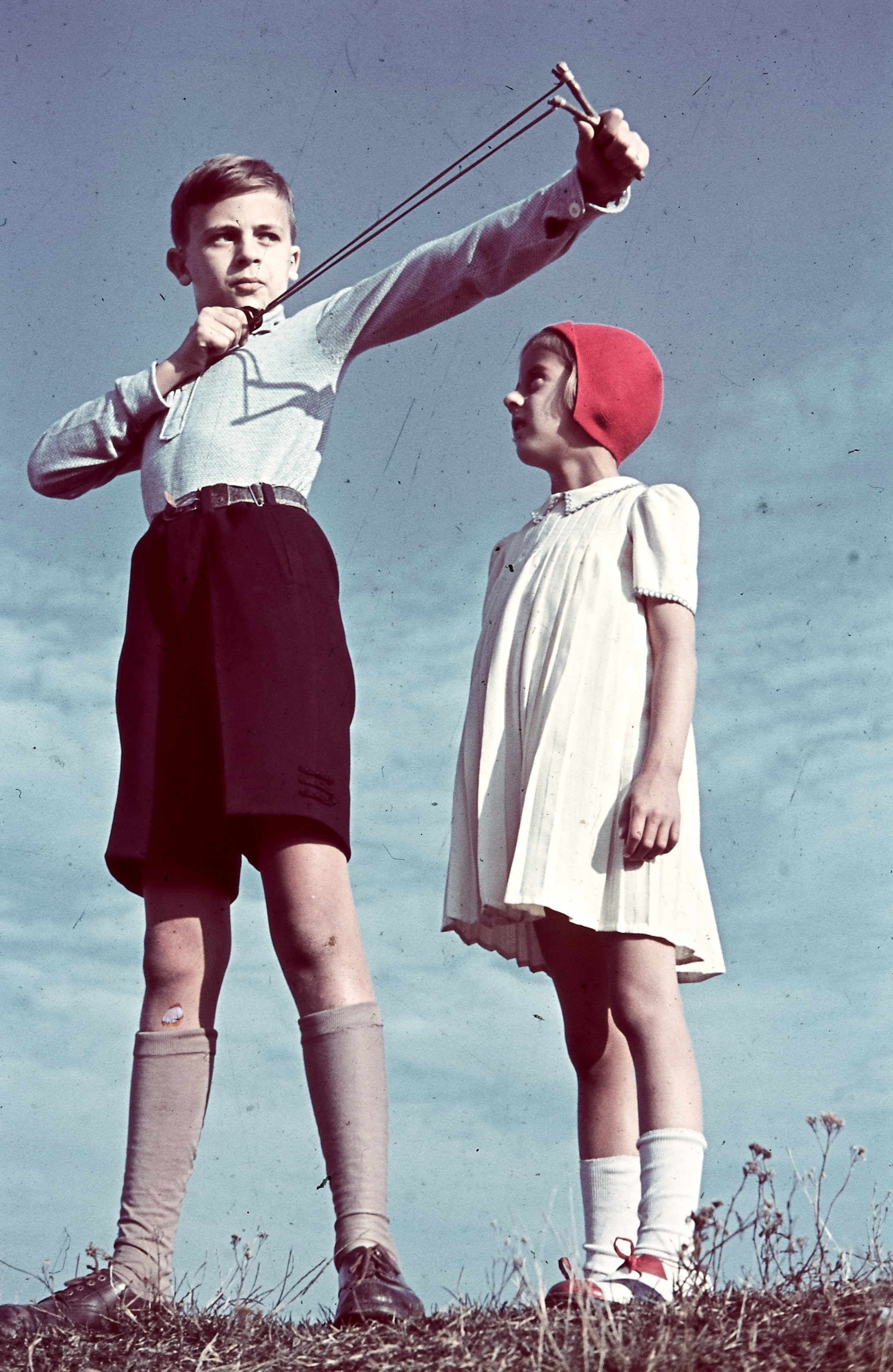
Un nen disparant un tirador. (1943)
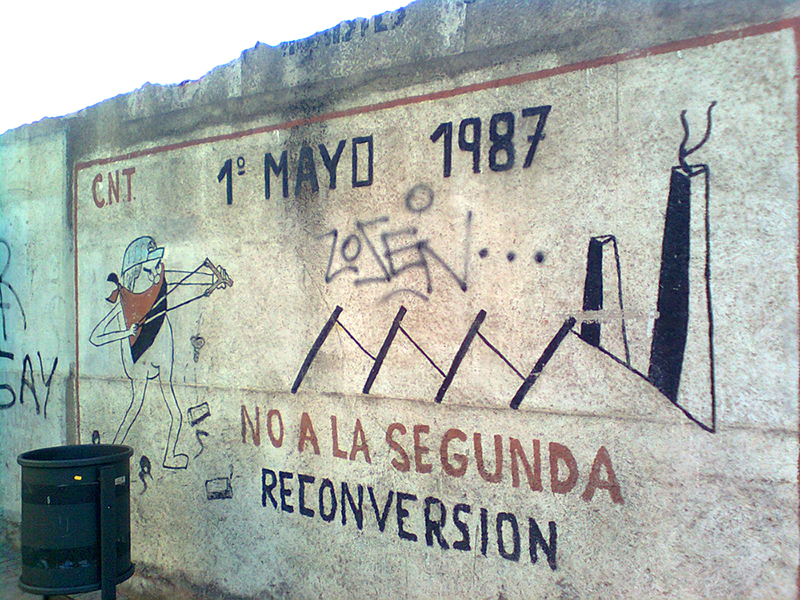
Mural de la CNT, a Badalona. (1987)
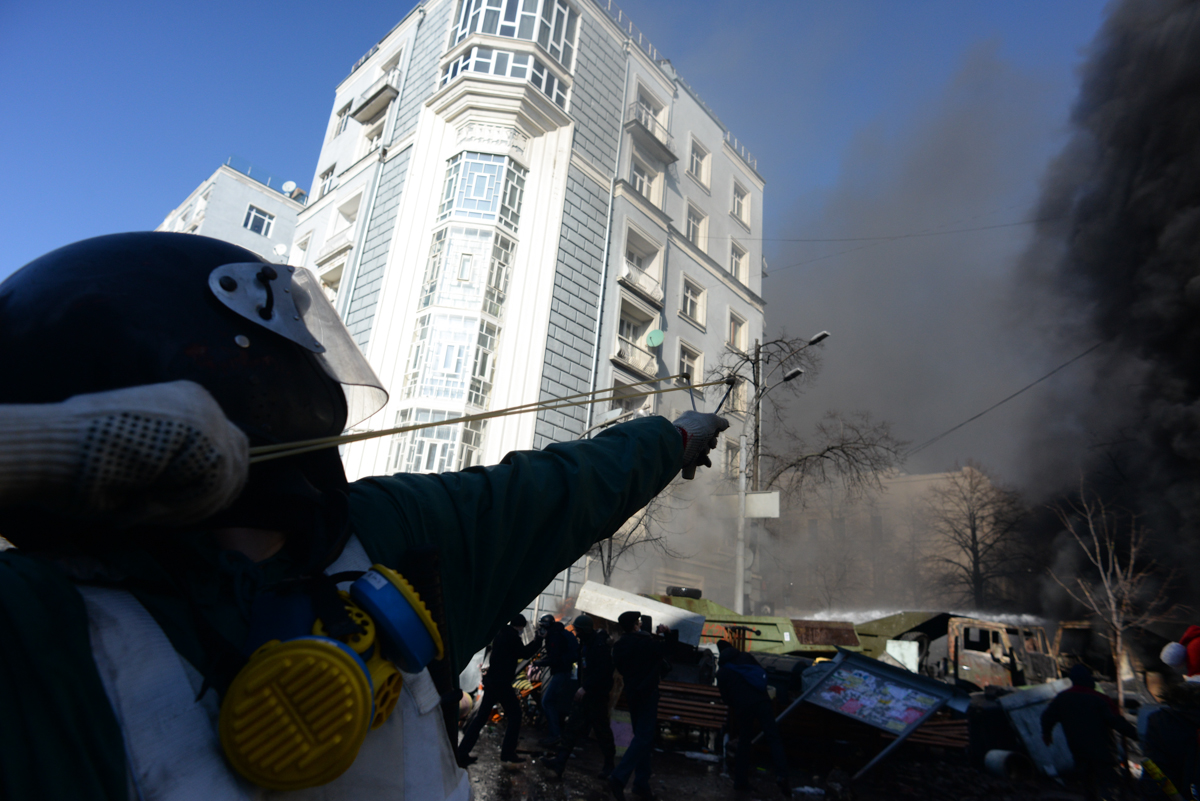
Enfrontaments durant la revolució ucraïnesa de 2014
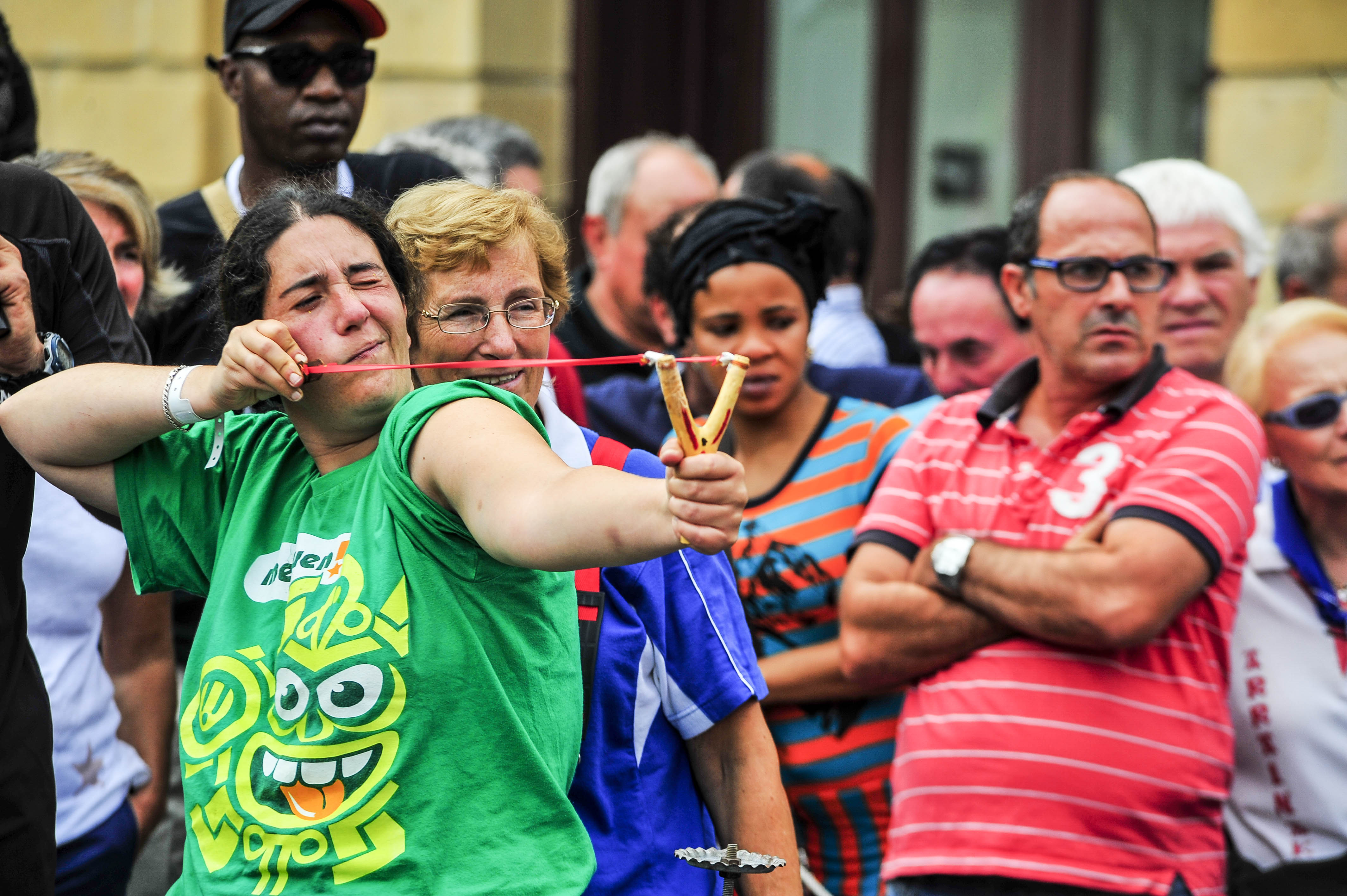
Competició de tir a Bilbao. (2014)